# Pouligny-Saint-Pierre
Pouligny-Saint-Pierre é uma comuna francesa na região administrativa do Centro, no departamento Indre. Estende-se por uma área de 48,1 km². Em 2010 a comuna tinha 1 081 habitantes (densidade: 22,5 hab./km²).